# Оберфюрер

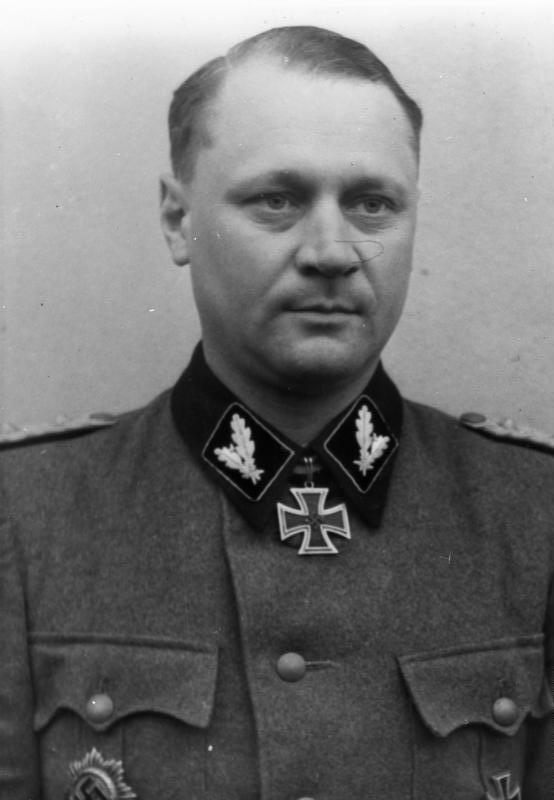
Оберфюрер СС Иоахим Румор

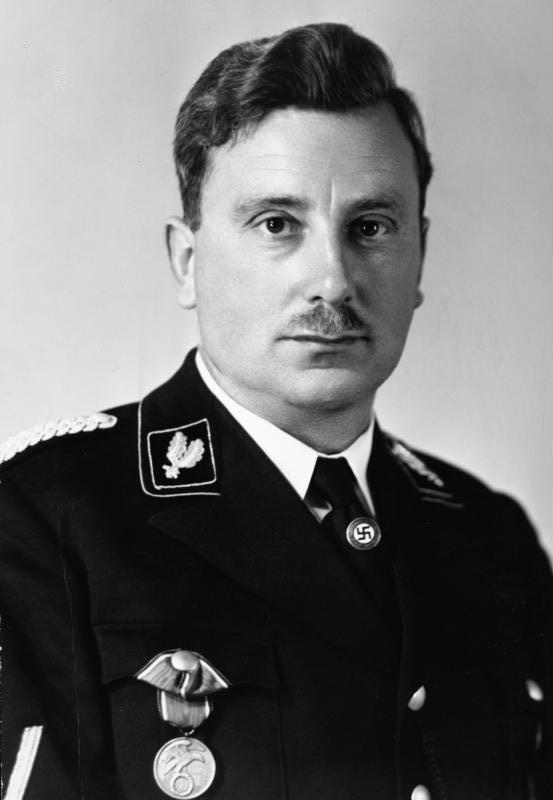
Оберфюрер СС Эмиль Морис с петлицами старого образца (до 1942 г.)

Оберфюрер (нем. Oberführer, сок. Oberf) — изначально должность, введённая в нацистской партии ещё в 1921 году. С 1925 г. — звание в СА.
В Общих СС с 1925 г. изначально существовало звание гауфюрер, переименованное в 1928 в оберфюрера — так же, как и в СА. С 1932 года звание соответствовало руководителю абшнита СС — территориальной структурной единицы Общих СС. Абшнит в своем составе имел обычно три штандарта СС (по численности соответствовавших армейскому полку) и специальные подразделения (автомобильные, саперные, медицинские и т. п.).
В войсках СС и полицейских структурах оберфюреры СС на всех видах формы, кроме партийной, носили погоны оберста (нем. Oberst, полковника) так же, как и штандартенфюреры СС, но, вопреки распространенному заблуждению, это звание не могло быть условно сопоставлено воинскому званию полковник. В действительности это звание было промежуточным между званиями старших офицеров и генералов и, теоретически, отвечало должности командира бригады СС. Оберфюреры СС командовали как айнзатцгруппами и «туземными» дивизиями СС, укомплектованными местными националистами и нацистами, так и кадровыми немецкими дивизиями войск СС, примером чего могут быть оберфюреры Фридрих-Вильгельм Бок и Хельмут Дернер. В личном общении штандартенфюреров СС другие военнослужащие и служащие полиции, как правило, именовали «полковниками», в то время как оберфюреров — исключительно по званию СС.

## Знаки различия
| Оберфюрер SS, SA, NSKK и NSFK                                  |                         |                         |                                                    |                       |                       |                      |
| Знаки различия - Погон - Нарук. нашив. (Маск. кост.) - Петлица | Schutzstaffel (нем. SS) | Schutzstaffel (нем. SS) | Schutzstaffel (нем. SS)                            | Штурмовые отряды (SA) | НC мех. корпус (NSKK) | НC авиакорпус (NSFK) |
| Знаки различия - Погон - Нарук. нашив. (Маск. кост.) - Петлица |                         |                         | ru: Просьба за изготовлением и перемещеним картиу! |                       |                       |                      |
| Знаки различия - Погон - Нарук. нашив. (Маск. кост.) - Петлица | только Ваффен-СС        | только Ваффен-СС        | - Общие СС - Ваффен-СС                             | Петлицы               | Петлицы               | Петлицы              |

Специальное звание оберфюрер как штаб-офицерское использовалось в некоторых полувоенных формированиях, например, в службе предупреждения о налётах (нем. Luftschutz-Warndienst) в ПВО рейха, в спасательной службе (нем. Sicherheits- und Hilfsdienst) и др.